# Souligné-sous-Ballon
Souligné-sous-Ballon is een gemeente in het Franse departement Sarthe (regio Pays de la Loire). De plaats maakt deel uit van het arrondissement Le Mans. Souligné-sous-Ballon telde op 1 januari 2022 1.237 inwoners.

## Geografie
De oppervlakte van Souligné-sous-Ballon bedroeg op 1 januari 2022 12,76 vierkante kilometer; de bevolkingsdichtheid was toen 96,9 inwoners per km².

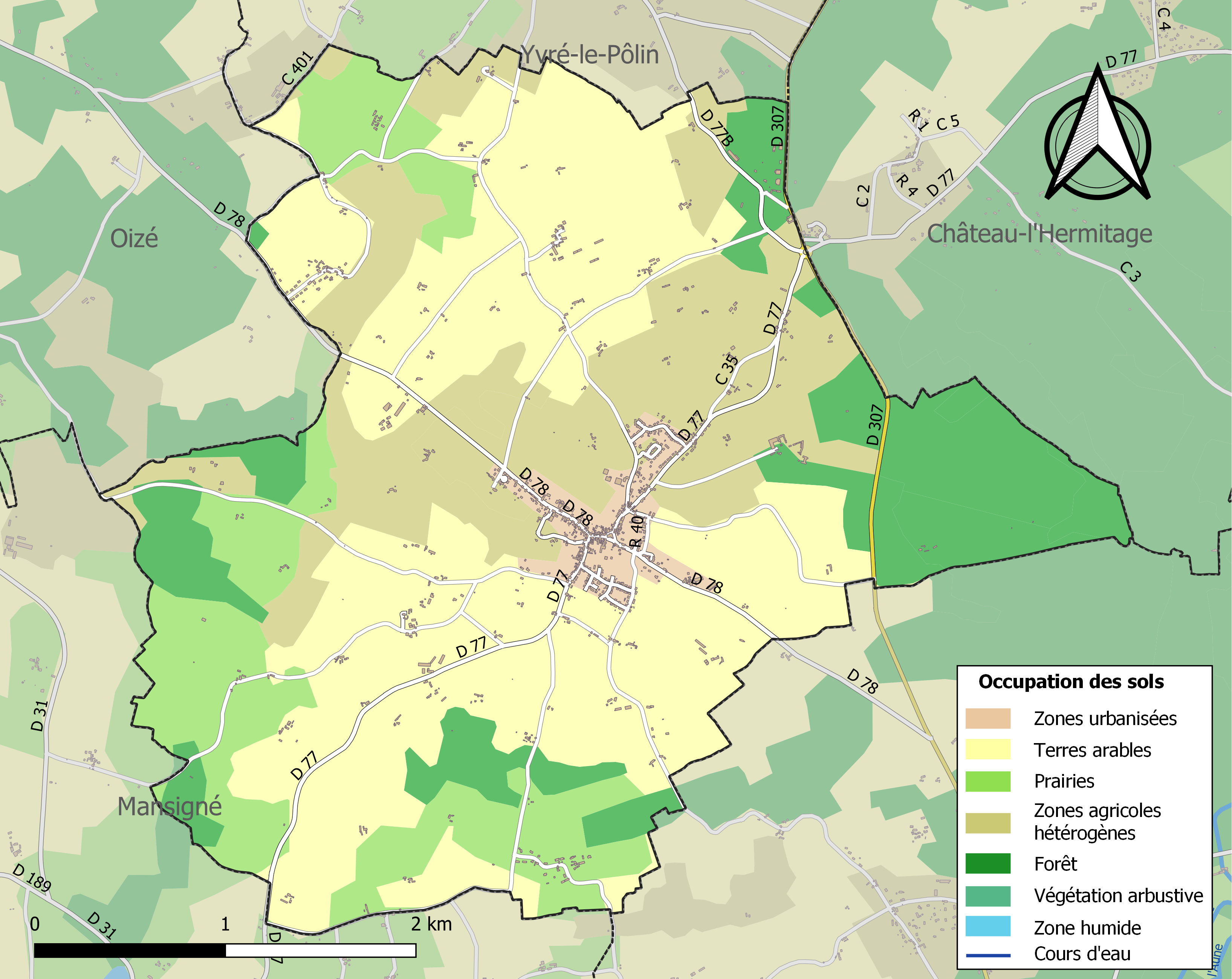
Kaart van de gemeente met de belangrijkste infrastructuur, bodemgebruik en omliggende gemeenten

## Demografie
Onderstaande figuur toont het verloop van het inwonertal (bron: INSEE-tellingen).